# Евросервис
ОАО Группа «Евросервис» — российская сельскохозяйственная и продовольственная компания, основанная в мае 1991 года, была одним из крупнейших участников отечественного рынка мяса и сахара. Штаб-квартира находилась — в Санкт-Петербурге. В 2009 году из-за банкротства активы компании перешли в собственность и управление основного кредитора ОАО Россельхозбанк.

## Собственники и руководство
Основной владелец «Евросервиса» — его председатель совета директоров петербургский бизнесмен Константин Мирилашвили. В 2008 получил израильское гражданство (по паспорту — Константин Мирели), отошёл от управления группой и покинул страну.
В июле 2008 года было объявлено о продаже 100 % «Евросервиса» компании «Нефтегазмонтажсервис». Управлять активами «Евросервиса» будет компания «Продимекс», основным владельцем которой является Игорь Худокормов; у «Продимекса» имеется опцион на выкуп 51 % «Евросервиса» в случае эффективного управления ею. Однако данная сделка сорвалась.
На начало 2009 долги всей группы составляли около $700 млн. В настоящее время активы (заводы) группы распродаются за долги.

## Деятельность
В России у группы 12 сахарных заводов, шесть комбинатов хлебопродуктов, семь элеваторов, 29 агрофирм, два мясоперерабатывающих завода, молочные производства, площадь земель в обработке — около 310 000 га (часть — в собственности, часть — в аренде). В 2007 произвела более 13 % всего сахара в стране. На Украине — шесть сахарных заводов, восемь агрофирм площадью 33 500 га, две макаронные фабрики и комбинат хлебопродуктов.
В 2007 году выручка «Евросервиса» по МСФО составила около $1,3 млрд, EBITDA — $132 млн.
В 2009 году из-за банкротства ОАО группы «Евросервис», активы перешли в собственность и управление основному кредитору ОАО Россельхозбанк. Банк намерен создать подконтрольный банку, сахарный Российский холдинг на базе бывших заводов «Евросервиса», четырёх предприятий в Краснодарском крае находящихся в залоге у банка, так же ещё восьми бывшими предприятиями группы.